# 中國電視週刊

《中國電視周刊》第1期封面
國立中央圖書館（今國家圖書館）藏本

《中國電視週刊》（China TV Weekly）是中國電視公司（中視）第一本電視期刊，發行單位是「中國電視週刊社」（1979年7月1日改隸中視出版部），1969年10月24日創刊，第1至92期為25開本，第93至113期為16開本，第114期起為32開本。第62期起，換用中視美術組組員鄧吉雄設計的第二代刊頭，原「週刊」二字改為「周刊」，同時每月第一期各刊印一份全彩月曆夾頁，全彩月曆夾頁左下側有SMPTE檢驗圖給讀者自行調整彩色電視機顯示色彩。
《中國電視周刊》主要報導中視及其節目、基本歌星、基本演員等的相關訊息，平均一至二頁報導台視、教育電視廣播電台或華視的相關訊息。
1969年9月8日，《聯合報》報導，即將隨中視創刊的《中國電視週刊》已決定為20開本大小，其後因傳聞台視《電視周刊》有意從32開本改版為略呈寬形的20開本，中視搶先在各報紙發了預告出版《中國電視週刊》的消息以顯示20開本是出於它的創意。
1979年4月8日，《中國電視周刊》發行第494期，換用第三代刊頭。1979年12月30日，《中國電視周刊》發行第532期，改名《中視周刊》（英文名稱不變），但停刊前夕又改回《中國電視周刊》。1982年，《中國電視周刊》停刊，總發行期數超過600期。